# Jorge Amaya
Jorge Horacio Amaya Young (né le 31 juillet 1934 à Buenos Aires et mort le 5 décembre 2021)  est un cavalier argentin de saut d'obstacles.

## Carrière
Jorge Amaya est colonel de l'armée argentine.
Aux Jeux panaméricains de 1963 à Sao Paulo, il fait partie de l'équipe (avec Carlos Delía Larocca ainsi que Carlos Damm et Jorge Osacar qui ne seront pas de la sélection olympique) qui remporte la médaille d'argent.
Jorge Amaya participe aux Jeux olympiques d'été de 1968 à Mexico. À l'épreuve individuelle, il est disqualifié. Il ne fait pas partie de l'équipe argentine qui comprend Carlos Delía Larocca, Roberto Tagle et Argentino Molinuevo junior, qui finira treizième des quinze participantes.